# Gesvres-le-Chapitre
 Gesvres-le-Chapitre  es una población y comuna francesa, en la región de Isla de Francia, departamento de Sena y Marne, en el distrito de Meaux y cantón de Dammartin-en-Goële.

## Demografía
| 75 | 58 | 54 | 73 | 94 | 141 |
| Para los censos de 1962 a 1999 la población legal corresponde a la población sin duplicidades (Fuente: INSEE [Consultar]) |    |    |    |    |     |